# Lophodermium lacerum
Lophodermium lacerum är en svampart som beskrevs av Darker 1932. Lophodermium lacerum ingår i släktet Lophodermium och familjen Rhytismataceae.   Inga underarter finns listade i Catalogue of Life.